# Total Return Swap
Il Total Return Swap (TRS o TRORS), fa parte dei derivati creditizi,  analogamente ai credit default products, ai credit spread swaps e ai credit linked notes.
Il Total Return Swap è un'operazione in base alla quale un soggetto total return payer (protecion buyer) cede ad un altro soggetto total return receiver (protection seller) tutto il rischio e rendimento di un sottostante (reference assets), a fronte di un flusso che viene pagato a determinate scadenze. Il flusso monetario periodico è collegato ad un indicatore di mercato sommato ad uno spread (euribor + TRS Spread).

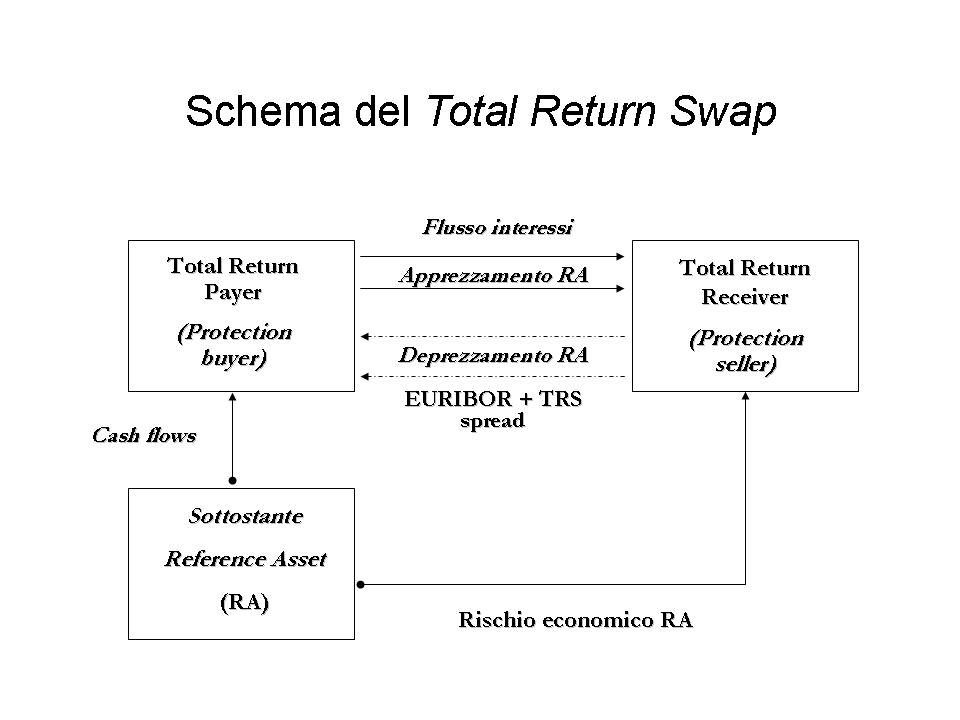
Schema di funzionamento del Total return swap

Il Total Return Swap ripercorre come struttura il credit default swap, ma a differenza del credit default swap, vi è uno scambio di flussi più complesso del semplice pagamento periodico di una somma in cambio della protezione dal rischio default.
I Total Return Payers (TRP o protection buyer) di solito sono: grandi investitori, banche di investimento, fondi comuni di investimento e compagnie di assicurazione. Il TRP si obbliga a pagare al TRR prima di tutto il flusso di interessi prodotto dall'attività sottostante alle scadenze prefissate dal contratto. A tali scadenze inoltre si ha un repricing dell'attività sottostante. Il TRP pagherà al TRR anche l'aprezzamento del sottostante cioè la differenza positiva tra il prezzo finale ed il prezzo iniziale del reference assets.
I Total Return Receiver (TRR o protection seller) di solito sono: hedge fund aggressivi, asset manager specializzati, Collateralized Loan Obligation o CLO e Special Purpose Vehicle/Entity. Il TRR a fronte di quanto riceve dal TRP si obbliga a pagare a quest'ultimo, un flusso di interessi legato al valore nominale dell'attività sottostante ad un tasso stabilito pari a Euribor + TRS Spreads alle scadenze (le stesse del TRR) stabilite dal contratto. A tali scadenze inoltre si ha un repricing dell'attività sottostante. Il TRR pagherà al TRP anche il deprezzamento del sottostante cioè la differenza negativa tra il prezzo finale ed il prezzo iniziale del reference assets. Il protection seller si obbliga anche a pagare il possibile default del sottostante.

## Elementi del contratto TRS
- il capitale nozionale è il capitale su cui vengono calcolati i pagamenti a carico del protection seller, usualmente è pari al valore nominale del sottostante;
- la periodicità dei pagamenti;
- la scadenza del contratto, e gli eventuali obblighi alla conclusione del contratto.
- l'importo dei pagamenti che sia per il venditore che per l'acquirente fa riferimento (in modo diverso) al valore nominale del sottostante;

Il flusso scambiato se avviene per cassa è dato dalla formula:
{\displaystyle \Delta _{I}=VN(I+C_{G})}
dove:
{\displaystyle VN:} è il valore nominale del sottostante (reference assets);
{\displaystyle I=(Cedola\;TRP-(euribor+TRS\;Spreads));}  Il tasso I è una percentuale che misura il differenziale dei due tassi dovuti dalle parti.
{\displaystyle C_{G}={\frac {valore\;finale-valore\;iniziale}{valore\;iniziale}};}  CG è un tasso di interesse, che misura l'apprezzamento o deprezzamento del sottostante.
se {\displaystyle \Delta _{I}>0} Il differenziale è pagato dal TRP
se {\displaystyle \Delta _{I}<0} Il differenziale è pagato dal TRR

## Caso default del sottostante
Nel contratto di Total Return Swap quando si verifica l'evento default dell'attività sottostante si prevedono due possibilità:
- Il protection seller paga la protection buyer il controvalore della perdita realizzata, che viene chiamata anche loss given default. Questo valore è determinato dalla differenza tra il valore nominale del titolo ed il valore di mercato residuo dopo il default, chiamato cash settlement;
- Il protection buyer consegna il titolo oggetto del TRS physical delivery al protection seller il quale gli versa il valore nominale del titolo.

## Esempio di un contratto TRS
Una società (la società A) ha in portafoglio obbligazioni di terzi con le seguenti caratteristiche: cedola al 4,00%, valore nominale di un milione di euro, quotatazione a 100. La stessa società decide di effettuare un TRS con la società B.
La società A diviene perciò il protection buyer mentre la società B diviene il protection seller. Con il contratto si stabilisce che:
- A trasferisce a B tutte le cedole dell'obbligazione, ed ogni apprezzamento o deprezzamento dell'obbligazione durante la sua vita residua, rispetto al valore iniziale;
- B trasferisce ad A dei pagamenti periodici al tasso dell'euribor maggiorato di 1,00%(TRS Spread);
- I trasferimenti da A a B e viceversa avvengono nel solito istante (medesimi periodi di scambio dei flussi);

Ipotizziamo inoltre che alla fine del terzo periodo il titolo sottostante vada in default, con un possibile recupero pari al 30% del valore nominale.
Primo anno (il titolo sottostante ha sempre prezzo 100 e il tasso Euribor è pari al 2,50%): Il protection buyer (società A) paga 40.000 euro al protection seller (società B), in cambio di 35.000 euro (al tasso del 3,50% = 2,50% + 1,00%);
Secondo anno (il prezzo del sottostante sale a 101 e il tasso Euribor sale a 3,00%): Il protection buyer (società A) paga 40.000 euro a titolo di cedole più 10.000 euro a titolo di apprezzamento in conto capitale al protection seller (società B), in cambio di 40.000 euro (al tasso del 4,00% = 3,00% + 1,00%);
Terzo anno (il titolo va in default, il valore di recupero è pari al 30% del valore nominale ed il tasso Euribor scende al 2,50%): Il protection buyer (società A) paga 40.000 euro a titolo di cedole e consegna il titolo (dal valore nominale di 300.000 euro) al protection seller, il quale versa alla controparte 1.000.000 euro più i 35.000 euro (al tasso del 3,50% = 2,50% + 1,00%). Per altra strada il protection seller può versare la differenza di 700.000 euro alla controparte lasciando ad essa il possesso del titolo in default.
| Scadenze          | Valore Titolo | Euribor | Tasso Fisso | Tasso TRS | Flussi pagati TRP (soc. A) | Flussi pagati TRR (soc. B) | Differenziale | Saldo Società A | Saldo Societa B |
| Scadenza anno t   | 100           | 2,50%   | 4,00%       | 3,50%     | 40.000 €                   | 35.000 €                   | € -5000       | -5.000 €        | 5.000 €         |
| Scadenza anno t+1 | 101           | 3,00%   | 4,00%       | 4,00%     | 40.000 € + 10.000 €        | 40.000 €                   | € -10.000     | -15.000 €       | 15.000 €        |
| Scadenza anno t+2 | default (30)  | 2,50%   | 4,00%       | 3,50%     | 40.000 € + 300.000 €       | 35.000 + 1.000.000 €       | € 695.000     | 680.000 €       | - 680.000 €     |

## Varie Tipologie di TRS
- Loan portfolio swap: permette a due soggetti, di solito due banche di scambiarsi i pagamenti ed il rischio su alcuni prestiti. Due banche possono trovarsi particolarmente esposte nei confronti di due settori diversi, la banca A nel settore agricolo mentre la banca B nel settore industriale. La forte specializzazione dei due istituti, può causare per la scarsa diversificazione un forte rischio di insolvenza: per rischio settoriale e geografico (se una delle due è particolarmente radicata in un'area geografica). Le banche possono ridurre tale rischio ricorrendo ad un Total Return Swap. Le due banche dell'esempio possono così ridurre il rischio (dovuto allo scambio di contratti TRS), ed al tempo stesso investire diversificando in aree per loro inconsuete.

- Forward starting swap: in questo tipo di contratto, l'acquirente di stabilire al momento di negoziazione sia il prezzo a termine che il margine (TRS spreads), ricevuto dal Total return receiver. Con questo tipo di contratto si eliminano i rischi connessi alla variazioni dei prezzi dei contratti (modifica del grado di rischio), tra la negoziazione e l'inizio del contratto.

- Barrier TRS: questo è un tipo di contratto che, al verificarsi di un evento predeterminato (per esempio il raggiungimento di un livello di prezzo), producono come risultato la costituzione del contratto "Knock-in TRS", o la sua chiusura "Knock-out TRS".

- Commodity Index TRS: in questo tipo di contratto TRS, il Total return receiver paga alla controparte un tasso di mercato più un margine, ed il Total return payer si obbliga a pagare il rendimento totale di un indice su di una commodity.

- Temporary Negative View TRS: in questo contratto il possessore di una posizione lunga su un titolo (obbligazione), decide di entrare in un contratto TRS in quanto prevede una momentanea riduzione del valore del suo titolo. Il contratto di solito ha la durata del periodo, che si vuole proteggere dal rischio di discese di mercato.